# Еулохіо Сандоваль
Еулохіо Сандоваль (ісп. Eulogio Sandoval; 14 липня 1922) — болівійський футболіст, що грав на позиції півзахисника за клуб «Літораль», а також національну збірну Болівії.

## Клубна кар'єра
У футболі дебютував 1950 року виступами за команду «Літораль», кольори якої і захищав протягом усієї своєї кар'єри гравця, що тривала одинадцять років. 

## Виступи за збірну
1953 року дебютував в офіційних матчах у складі національної збірної Болівії. Протягом кар'єри у національній команді, яка тривала 1 рік, провів у її формі 1 матч.
Був присутній в заявці збірної на чемпіонаті світу 1950 року у Бразилії, але на поле не виходив.
У складі збірної був учасником чемпіонату Південної Америки 1953 в Перу.